# Uwe Madeja
Uwe Madeja (n. 6 februarie 1959, Berlin, RDG) este un canoist ce a reprezentat Germania, medaliat olimpic. A participat la o ediție a Jocurilor Olimpice (1980) în care a câștigat o medalie de argint.

## Participări
Lista de mai jos prezintă principalele competiții la care a participat Uwe Madeja de-a lungul carierei.
- canoeing at the 1980 Summer Olympics – men's C-2 1000 metres[*]